# The Lords of Salem (film)
The Lords of Salem este un film de groază american din 2012 regizat de Rob Zombie. În rolurile principale joacă actorii Sheri Moon Zombie, Bruce Davison, Jeff Daniel Phillips și Ken Foree.

## Prezentare
O înregistrare audio misterioasă dezlănțuie involuntar un cuib de vrăjitoare care de 300 de ani  au fost închise în secret, acestea fiind torturate și ucise în procesul vrăjitoarelor din Salem.

## Actori
- Sheri Moon Zombie este Heidi Hawthorne
- Bruce Davison este Francis Matthias
- Jeff Daniel Phillips este Herman "Whitey" Salvador
- Ken Foree este Herman Jackson
- Dee Wallace este Sonny
- Judy Geeson este Lacy Doyle
- Ernest Lee Thomas este Chip "Freakshow" McDonald
- Patricia Quinn este Megan
- Torsten Voges este Count Gorgann
- Meg Foster este Margaret Morgan
- María Conchita Alonso este Alice Matthias
- Barbara Crampton este Virginia Cable
- Andrew Prine este Reverend John Hawthorne
- Michael Berryman este Virgil Magnus
- Sid Haig este Dean Magnus
- Lisa Marie este Priscilla Reed

## Producție
Lords of Salem  este al treilea film produs de  Haunted Films, după Paranormal Activity și Insidious. După ce a regizat refacerea filmului Halloween și continuarea acestuia, Rob Zombie a declarat că vrea să încerce ceva diferit și original. Filmări în Linda Vista Community Hospital.)